# 권혁진 (1999년)
권혁진(1999년 2월 10일 ~ )은 대한민국의 배우이자 모델이다. 2016년에 모델로 첫 데뷔한 이후 2021년에 독립 단편 영화 《28 청춘》을 통하여 배우로 데뷔하였다.

## 학력
- 서울아주초등학교 (졸업)
- 아주중학교 (졸업)
- 한림연예예술고등학교 (졸업)
- 국민대학교 연극영화학과

## 활동

### 드라마
| 연도 | 방송사 | 제목      | 역할   | 비고    |
| ---- | ------ | --------- | ------ | ------- |
| 2022 | KBS2   | 황금 가면 | 김석진 | 100부작 |

### 방송
- 2007년 MBC 《환상의 짝꿍》

### 영화
| 연도 | 제목    | 역할 | 비고      |
| ---- | ------- | ---- | --------- |
| 2021 | 28 청춘 | 필규 | 단편 영화 |